# Claudia Massari
Claudia Massari (* 16. Januar 1966 in Garmisch-Partenkirchen) ist eine frühere Eiskunstläuferin deutsch-italienischer Herkunft.

## Die frühen Jahre und sportliche Erfolge
Die Tochter eines Italieners und einer Deutschen wuchs in Grainau am Fuß der Zugspitze auf, wo ihre Eltern in einem Hotel arbeiteten. Auf dem zugefrorenen Eibsee brachte sie sich als junges Mädchen das Schlittschuhlaufen bei. Anfang der 80er Jahre sprach sie bei den Deutschen Meisterschaften im Eiskunstlauf den Erfolgstrainer des TUS Waldau Stuttgart, Karel Fajfr, an, der die nur 1,57 Meter messende, 42 Kilogramm leichte Deutsch-Italienerin 1981 unter seine Fittiche nahm. 
Claudia Massari galt als ehrgeiziges Naturtalent und brachte es unter der harten Hand ihres Trainers Fajfr bald zu Spitzenleistungen. Gemeinsam mit ihrem Partner Leonardo Azzola gewann sie 1983 und 1984 die Deutschen Meisterschaften im Paarlaufen und nahm, gemeinsam mit Azzola, 1984 auch an den Olympischen Winterspielen in Sarajevo teil. Dort erreichten beide jedoch lediglich den 13. Platz. Im darauf folgenden Jahr gewann sie mit einem anderen Partner, Daniele Caprano, erneut die Deutschen Meisterschaften im Paarlauf.
Eine hartnäckige Verletzung – Claudia Massari litt unter einer nicht heilenden Entzündung der Schleimbeutel am Knöchel – erzwang schließlich noch 1985 ihren Rückzug vom Eislaufsport.

## Ergebnisse im Paarlaufen

### Olympische Winterspiele
- 1984 – 13. Rang (mit Leonardo Azzola)

### Weltmeisterschaften
- 1983 - 16. Rang (mit Leonardo Azzola)
- 1984 – zurückgezogen (mit Leonardo Azzola)
- 1985 – 10. Rang (mit Daniele Caprano)

### Europameisterschaften
- 1983 – 7. Rang (mit Leonardo Azzola)
- 1984 – 8. Rang (mit Leonardo Azzola)
- 1985 – 6. Rang (mit Daniele Caprano)

### Deutsche Meisterschaften
- 1983 – 1. Rang (mit Leonardo Azzola)
- 1984 – 1. Rang (mit Leonardo Azzola)
- 1985 – 1. Rang (mit Daniele Caprano)

## Anmerkung
1. ↑  Claudia Massari in der Datenbank von Sports-Reference (englisch; archiviert vom Original)

| Personendaten    | Personendaten                         |
| ---------------- | ------------------------------------- |
| NAME             | Massari, Claudia                      |
| KURZBESCHREIBUNG | deutsch-italienische Eiskunstläuferin |
| GEBURTSDATUM     | 16. Januar 1966                       |
| GEBURTSORT       | Garmisch-Partenkirchen                |